# Cecilia Orozco Tascón
Cecilia Orozco Tascón (Bogotá, 1966) es una periodista y escritora colombiana. Es columnista de El Espectador y El País. Fue directora de varios medio entre ellos Noticias Uno. Conduce y dirige el pódcast En la Raya con Cecilia Orozco, para la Revista Raya.

## Carrera
Cecilia Orozco se graduó en comunicación social en la Pontificia Universidad Javeriana, e hizo una maestría en ciencias políticas. Ha sido periodista de varios medios escritos y audiovisuales en Colombia: directora de noticieros como  Noticiero de las Siete, CM&, y Hora Cero, y reportera de El Tiempo. Además de su columna, una entrevista semanal suya aparece todos los domingos en El Espectador.
En 2010 recibió el Premio Nacional de Periodismo Simón Bolívar a la mejor columna de opinión
En 2011 fue nombrada como directora de Noticias Uno hasta su renuncia el  5 de marzo de 2024. En 2023 Orozco recibió el Premio Nacional de Periodismo Simón Bolívar a Vida y Obra.

## Libros
- ¿Y ahora qué? Futuro de La guerra y la paz en Colombia, El Áncora Editores, 2002. ISBN 978-958-36-0094-4